# Clinique Mirabeau
La clinique Mirabeau, située au 7 rue Narcisse-Diaz, dans le 16e arrondissement de Paris, dans le quartier d'Auteuil, est un ancien établissement de santé parisien.

## Histoire
La Clinique Mirabeau est fondée en 1929 par des Russes blancs. Le site est de nos jours occupé par un immeuble résidentiel.

### Lev Sedov
Léon Sédov (Lev Sedov) (né le 23 février 1906), fils de Léon Trotsky, y meurt le 16 février 1938. Trotsky est convaincu que son fils a été assassiné,,,,,.
Lev Sedov est le fils de Trotsky et de Natalia Sedova. En 1938, il souffre d'une appendicite. Sur les conseils de son secrétaire, un agent secret du NKVD, il se présente à la clinique Mirabeau. Le directeur de la clinique est un informateur du NKVD et il est chargé de l'anesthésie de Sedov. Quatre jours plus tard, Sedov meurt.
D'après les archives de la police secrète de Staline, la nouvelle les réjouit. Certains suggèrent que la mort est accidentelle, le résultat de l'incompétence du chirurgien.
Sa partenaire, Jeanne Martin, soutient que Lev Sodov est la victime d'un empoisonnement par le GPU.
Le Matin annonce la mort de Lev Sodov, le lendemain, des suites d'une opération nécessitée par une occlusion intestinale. Il est ajouté que « Léon Sedov avait occupé un mstant le premier plan de l'actualité lorsque, en novembre 1936, des documents qu'il tenait de son père et qui étaient de nature à inquiéter la Guépéou furent volés rue Michelet, l'Institut d'histoire sociale du professeur Posthumus. Bien que rien ne fasse apparaitre ce décès comme suspect, une enquête a été ouverte pour en déterminer exactement les circonstances ».

### Patrick Modiano
La clinique est citée à deux reprises dans l'œuvre de Patrick Modiano, dans L'Herbe des nuits et dans Accident nocturne,,.